# Maury Glacier
Maury Glacier är en glaciär i Antarktis. Den ligger i Västantarktis. Argentina, Chile och Storbritannien gör anspråk på området. Maury Glacier ligger 1 053 meter över havet.
Terrängen runt Maury Glacier är kuperad, och sluttar brant österut. Trakten är obefolkad. Det finns inga samhällen i närheten.